# Weatherby (Misuri)
Weatherby es un pueblo ubicado en el condado de DeKalb, en el estado estadounidense de Misuri. En el Censo de 2010 tenía una población de 107 habitantes y una densidad poblacional de 350,11 personas por km².

## Geografía
Weatherby se encuentra ubicado en las coordenadas 39°54′33″N 94°14′32″O / 39.90917, -94.24222. Según la Oficina del Censo de los Estados Unidos, Weatherby tiene una superficie total de 0,31 km², toda ella de tierra firme.

## Demografía
Según el censo de 2010, había 107 personas residiendo en Weatherby. La densidad de población era de 350,11 hab./km². De los 107 habitantes, Weatherby estaba compuesto por el 99,07% blancos y el 0,93% eran amerindios.